# Fredrikslund
Fredrikslund är en bebyggelse nordost om Västerås i Tillberga socken i Västerås kommun. Från 2020 avgränsar SCB här en småort.